# Kleinzeller Pfarrkirche

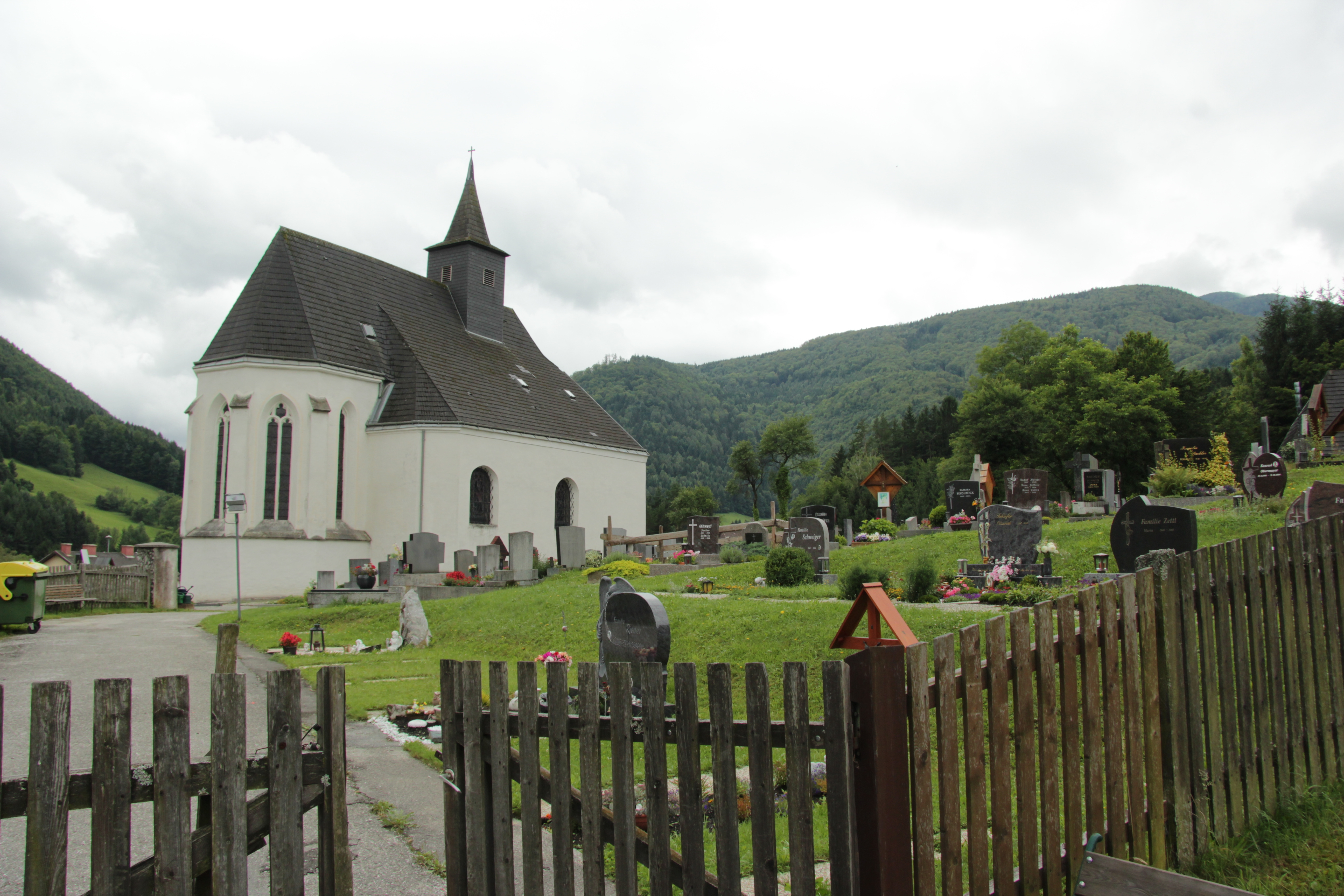
Katholische Pfarrkirche Mariä Himmelfahrt in Kleinzell

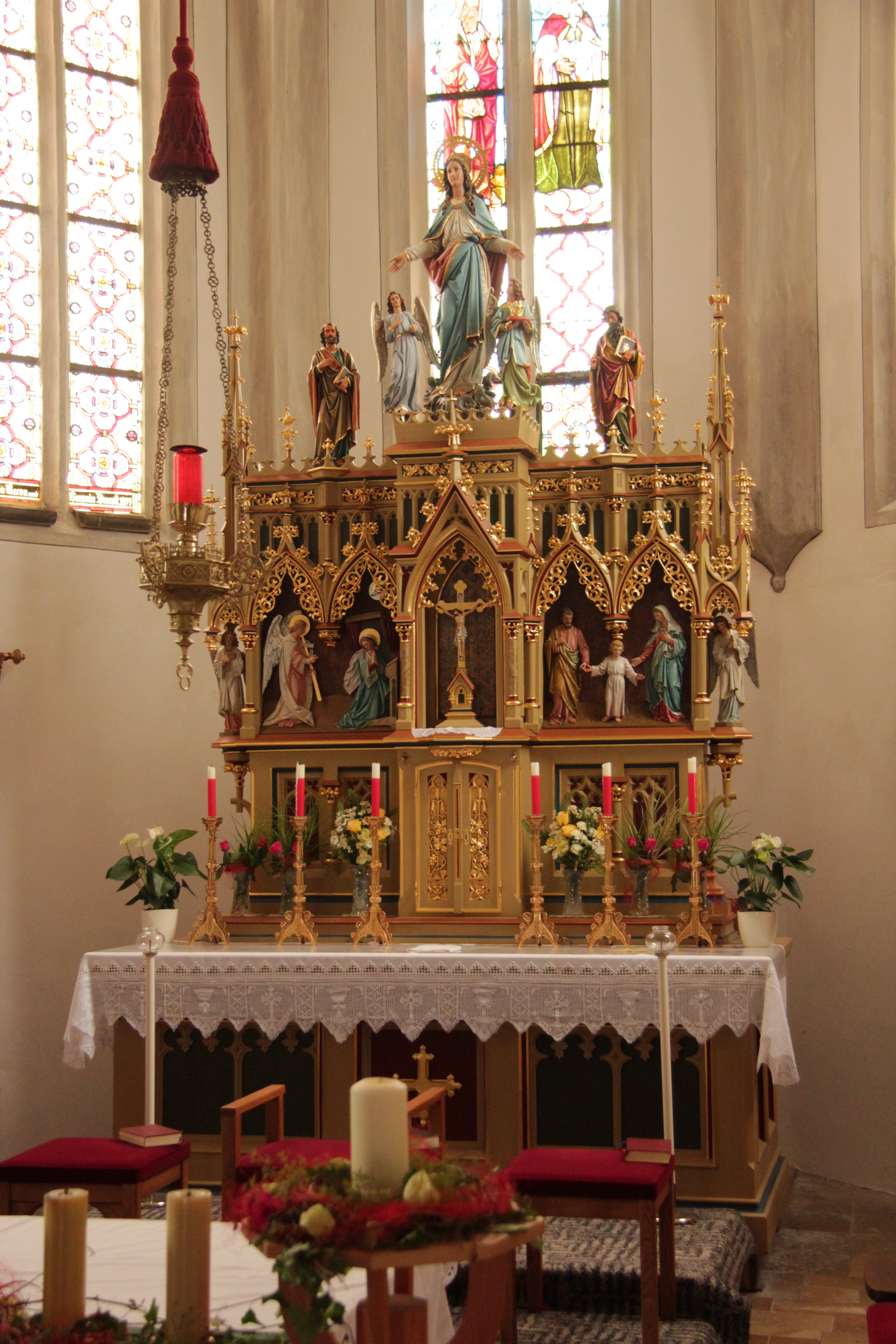
Hochaltar im Chorschluss

Die Kleinzeller Pfarrkirche steht auf einer Anhöhe in der Gemeinde Kleinzell im Bezirk Lilienfeld in Niederösterreich. Die der Himmelfahrt Marias geweihte römisch-katholische Pfarrkirche – dem Stift Göttweig inkorporiert – gehört zum Dekanat Lilienfeld in der Diözese St. Pölten. Die Kirche und der Friedhof stehen unter Denkmalschutz (Listeneintrag).

## Geschichte
Die Gründung der Kirche erfolgte wohl durch eine Stiftung vom Stift Göttweig vermutlich im 12. Jahrhundert (1120?). 1329/30 wird urkundlich eine Pfarrkirche genannt. Die Kirche wurde bei Türkeneinfällen 1678 und 1683 beschädigt.

## Architektur
Die Kirche ist von einem Friedhof mit einer mittelalterlich verstrebten Bruchsteinmauer umgeben. Der Zugang zur Kirchhofanlage erfolgt von Süden über einen Treppenaufgang.
Der dreischiffige gotische Kirchenbau schließt zum Mittelschiff mit einem eingezogenen Chor mit einem Fünfachtelschluss, die Seitenschiffe sind kürzer und schließen im Nordschiff mit einem Polygonschluss und im Südschiff mit einem Chorjochansatz. Die Langhausverdachung unter einem Dachreiter wirkt gedrungen. Südlich am Chor und an das Südschiff anschließend steht ein niedriger Sakristeianbau unter einem Pultdach. Am mittigen Joch des Südschiffes schließt ein barocker platzlgewölbter Portalvorbau an.
Das Kircheninnere zeigt ein dreijochiges Mittelschiff unter einer 1683 errichteten Flachdecke mit barock ornamentalem Stuck, das Mittelschiff ist mit Spitzbogenarkaden auf abgefasten Pfeilern zu den Seitenschiffen geöffnet, eine Spitzbogenarkade gibt es auch im ersten Chorjoch zum Nordschiff. Der etwas eingezogene Chor zeigt sich im Joch rechteckig quergestellt mit einem Fünfachtelschluss unter einem Kreuzrippengewölbe auf gekappten Wandvorlagen mit runden Schlusssteinen. Das vierjochige spätgotische Nordschiff hat Rippengewölbe, die an den Jochgrenzen verschleifend ausgeführt sind. Das niedrigere Südschiff um 1417 hat Kreuzrippengewölbe auf Runddiensten bzw. Spitzkonsolen. Die Sakristei hat ein Tonnengewölbe.
Die Glasmalerei, figural und ornamental, nennt die Jahre 1899, 1901, und 1904.

## Ausstattung
Die einheitlich neugotische Einrichtung entstand um 1900. Zahlreiche Statuen und Reliefs schuf der Bildhauer Ludwig Linzinger 1899.
Das Orgelpositiv schuf Ignaz Gatto d. J. bzw. d. Ä. 1750. Eine Glocke im Dachreiter nennt 1456.